# Japón en los Juegos Olímpicos de Berlín 1936
Japón estuvo representado en los Juegos Olímpicos de Berlín 1936 por un total de 220 deportistas que compitieron en 14 deportes.  
El portador de la bandera en la ceremonia de apertura fue el atleta Kenkichi Oshima.

## Medallistas
El equipo olímpico japonés obtuvo las siguientes medallas:
| Nombre                                                    | Deporte   | Competición         |
| --------------------------------------------------------- | --------- | ------------------- |
| Oro                                                       |           |                     |
| Naoto Tajima                                              | Atletismo | Triple salto M      |
| Son Kitei                                                 | Atletismo | Maratón M           |
| Noboru Terada                                             | Natación  | 1500 m libre M      |
| Tetsuo Hamuro                                             | Natación  | 200 m braza M       |
| Hideko Maehata                                            | Natación  | 200 m braza F       |
| Shigeo Arai Shigeo Sugiura Masaharu Taguchi Masanori Yusa | Natación  | 4 × 200 m libre M   |
| Plata                                                     |           |                     |
| Masao Harada                                              | Atletismo | Triple salto M      |
| Shuhei Nishida                                            | Atletismo | Salto con pértiga M |
| Masanori Yusa                                             | Natación  | 100 m libre M       |
| Shumpei Uto                                               | Natación  | 400 m libre M       |
| Bronce                                                    |           |                     |
| Naoto Tajima                                              | Atletismo | Salto de longitud M |
| Sueo Oe                                                   | Atletismo | Salto con pértiga M |
| Nan Shoryu                                                | Atletismo | Maratón M           |
| Shigeo Arai                                               | Natación  | 100 m libre M       |
| Shozo Makino                                              | Natación  | 400 m libre M       |
| Shumpei Uto                                               | Natación  | 1500 m libre M      |
| Masaji Kiyokawa                                           | Natación  | 100 m espalda M     |
| Reizo Koike                                               | Natación  | 200 m braza M       |